# Canal éducatif à la demande
Pour les articles homonymes, voir CED.
 (juin 2013).
Si vous disposez d'ouvrages ou d'articles de référence ou si vous connaissez des sites web de qualité traitant du thème abordé ici, merci de compléter l'article en donnant les références utiles à sa vérifiabilité et en les liant à la section « Notes et références ».
Canal éducatif à la demande (CED) est un site web français gratuit et à but non lucratif offrant un service de partage et de visionnage de clips vidéos éducatifs et culturels centrés sur la culture des sciences, de l'économie et des arts. Il s'adresse à la fois aux élèves et à tous les détenteurs de savoir.

## Historique
Le projet a démarré en février 2005 grâce au travail d'un enseignant de philosophie, Erwan Bomstein-Erb et d'un professionnel de l'audiovisuel Rémy Diaz, qui souhaitait offrir aux élèves un moyen complémentaire de l'École pour donner du sens aux enseignements sous la forme d'une bibliothèque de vidéos participative. L'association a bénéficié du soutien moral de l'Inspection académique des Hauts-de-Seine pour une expérimentation locale. Cette phase terminée, le CED est en train de réunir des fonds pour professionnaliser le projet, qui bénéficie déjà de 30 000 visites uniques par mois.

## Finalités
Le but principal du CED est de faire émerger un nouveau patrimoine de vidéos de qualité dans le domaine de l'éducation et de la culture, en mobilisant des enseignants, des lieux culturels, des lieux de recherche et des entreprises. le CED ne se contente pas d'apporter un site de diffusion et un podcast : il accorde des bourses aux auteurs de scénarios les plus élaborés, une assistance à la scénarisation et l'investissement d'une équipe de tournage. Par exemple, c'est une association entre un enseignant, l'Institut Pasteur et le CED qui a permis de réaliser une vidéo sur une nouvelle molécule anti-douleur, la sialorphine, sous une forme accessible à tous.